# Kamienica Suwalskich w Poznaniu

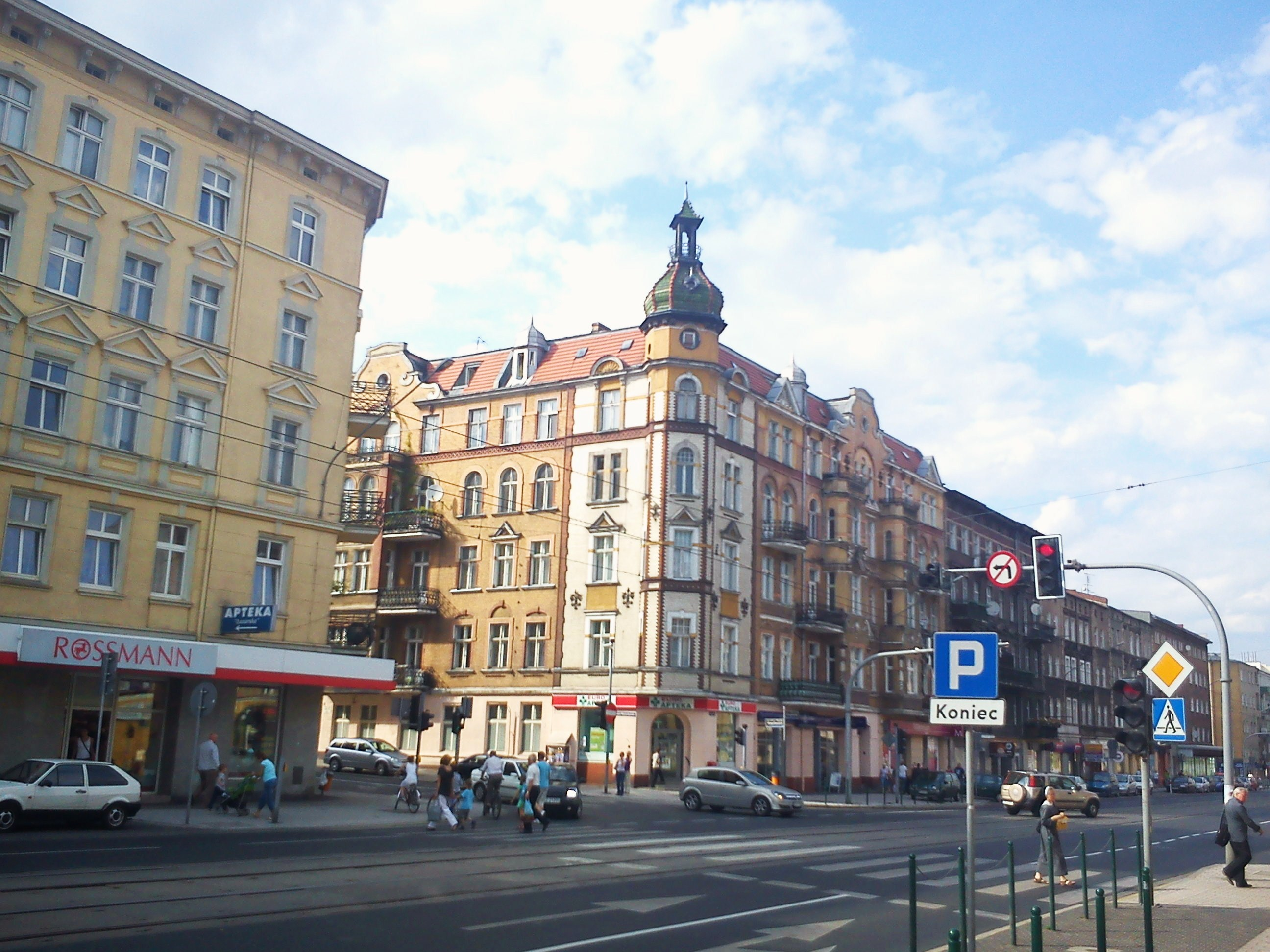
Kamienica Suwalskich

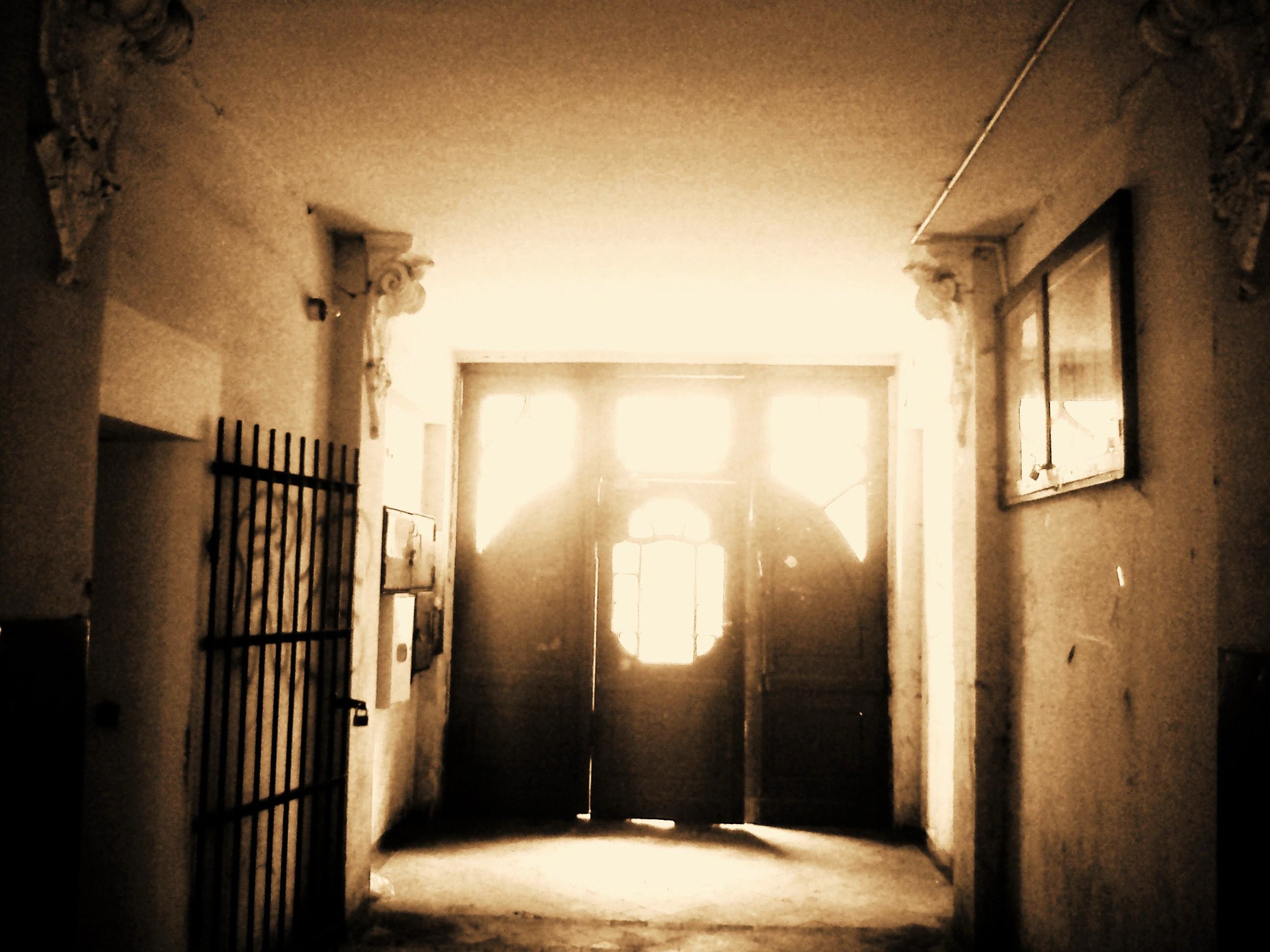
Brama

Kamienica Suwalskich – narożnikowa kamienica, zlokalizowana w Poznaniu przy ul. Głogowskiej róg Niegolewskich, na Łazarzu, nieopodal Rynku Łazarskiego.
Kamienica została wybudowana w 1901 przez przedsiębiorcę Jana Suwalskiego, który był właścicielem cegielni w Żabikowie. Projektantem był prawdopodobnie syn Jana – Stefan. Budynek postawiono nie tylko jako użytkowy, ale miał być on także symbolem możliwości technicznych i produkcyjnych firmy Suwalskich. Świadczy o tym bogata, klinkierowa ornamentyka fasady, obfita zwłaszcza w partii narożnej, gdzie zastosowane białe cegły glazurowane. Całość obiektu wieńczy cebulasty hełm.